# Brandon Cortés
Brandon William Cortés Bustos (Barracas, Argentina; 26 de junio de 2001) es un futbolista argentinochileno que juega de mediocampista y su actual equipo es Nueva Chicago de la Primera B Nacional de Argentina.

## Trayectoria
Producto de la cantera de Boca Juniors, llegó a los 12 años al conjunto xeneize  En la temporada 2018-2019, Cortés fue ascendido al primer equipo por Gustavo Alfaro, siendo citado a la banca el 2 de abril de 2019 en un partido de Copa Libertadores ante Athletico Paranaense. Días después, hizo su debut profesional con 17 años, reemplazando a Sebastián Villa en un partido donde Boca visitó a Aldosivi, válido por la Superliga Argentina.

## Selecciones nacionales
Cortés, quien tiene ascendencia chilena, puede ser internacionales por Chile como por Argentina. Entrenó con la Sub-17 de Chile, previo al mundial de la categoría en 2017, pero no llegó al corte final por problemas de papeleo. En 2019, formó parte de la Selección sub-18 Argentina que participó en el Torneo Internacional de Fútbol Sub-20 de la Alcudia. En marzo de 2020, Cortés fue contactado por el director técnico de la Selección de fútbol sub-20 de Chile, Patricio Ormazábal, para un futuro llamado a dicha selección.

## Clubes

### Estadísticas
| Club                         | Div.                | Temporada           | Liga  | Liga  | Liga   | Copas nacionales | Copas nacionales | Copas nacionales | Torneos internacionales | Torneos internacionales | Torneos internacionales | Total | Total | Total  |
| Club                         | Div.                | Temporada           | Part. | Goles | Asist. | Part.            | Goles            | Asist.           | Part.                   | Goles                   | Asist.                  | Part. | Goles | Asist. |
| ---------------------------- | ------------------- | ------------------- | ----- | ----- | ------ | ---------------- | ---------------- | ---------------- | ----------------------- | ----------------------- | ----------------------- | ----- | ----- | ------ |
| Boca Juniors Argentina       | 1.ª                 | 2019                | 1     | 0     | 0      | 1                | 0                | 0                | —                       | —                       | —                       | 2     | 0     | 0      |
| Universidad de Chile · Chile | 1.ª                 | 2020                | 6     | 0     | 0      | —                | —                | —                | —                       | —                       | —                       | 6     | 0     | 0      |
| Universidad de Chile · Chile | 1.ª                 | 2021                | 6     | 0     | 0      | 4                | 1                | 1                | —                       | —                       | —                       | 10    | 1     | 1      |
| Universidad de Chile · Chile | Total               | Total               | 12    | 0     | 0      | 4                | 1                | 1                | 0                       | 0                       | 0                       | 16    | 1     | 1      |
| Boca Juniors Argentina       | 1.ª                 | 2019                | 1     | 0     | 0      | 1                | 0                | 0                | —                       | —                       | —                       | 2     | 0     | 0      |
| Boca Juniors Argentina       | 1.ª                 | 2022                | 2     | 0     | 0      | —                | —                | —                | —                       | —                       | —                       | 2     | 0     | 0      |
| Boca Juniors Argentina       | 1.ª                 | 2023                | 1     | 0     | 0      | —                | —                | —                | —                       | —                       | —                       | 1     | 0     | 0      |
| Boca Juniors Argentina       | Total               | Total               | 4     | 0     | 0      | 1                | 0                | 0                | 0                       | 0                       | 0                       | 5     | 0     | 0      |
| Total en su carrera          | Total en su carrera | Total en su carrera | 16    | 0     | 0      | 5                | 1                | 1                | 0                       | 0                       | 0                       | 21    | 1     | 1      |
| 1. 2. 3.                     |                     |                     |       |       |        |                  |                  |                  |                         |                         |                         |       |       |        |

## Palmarés

### Campeonatos nacionales
| Título           | Equipo       | Sede      | Año  |
| ---------------- | ------------ | --------- | ---- |
| Primera División | Boca Juniors | Argentina | 2022 |